# Catedral de Sveta-Nedelya

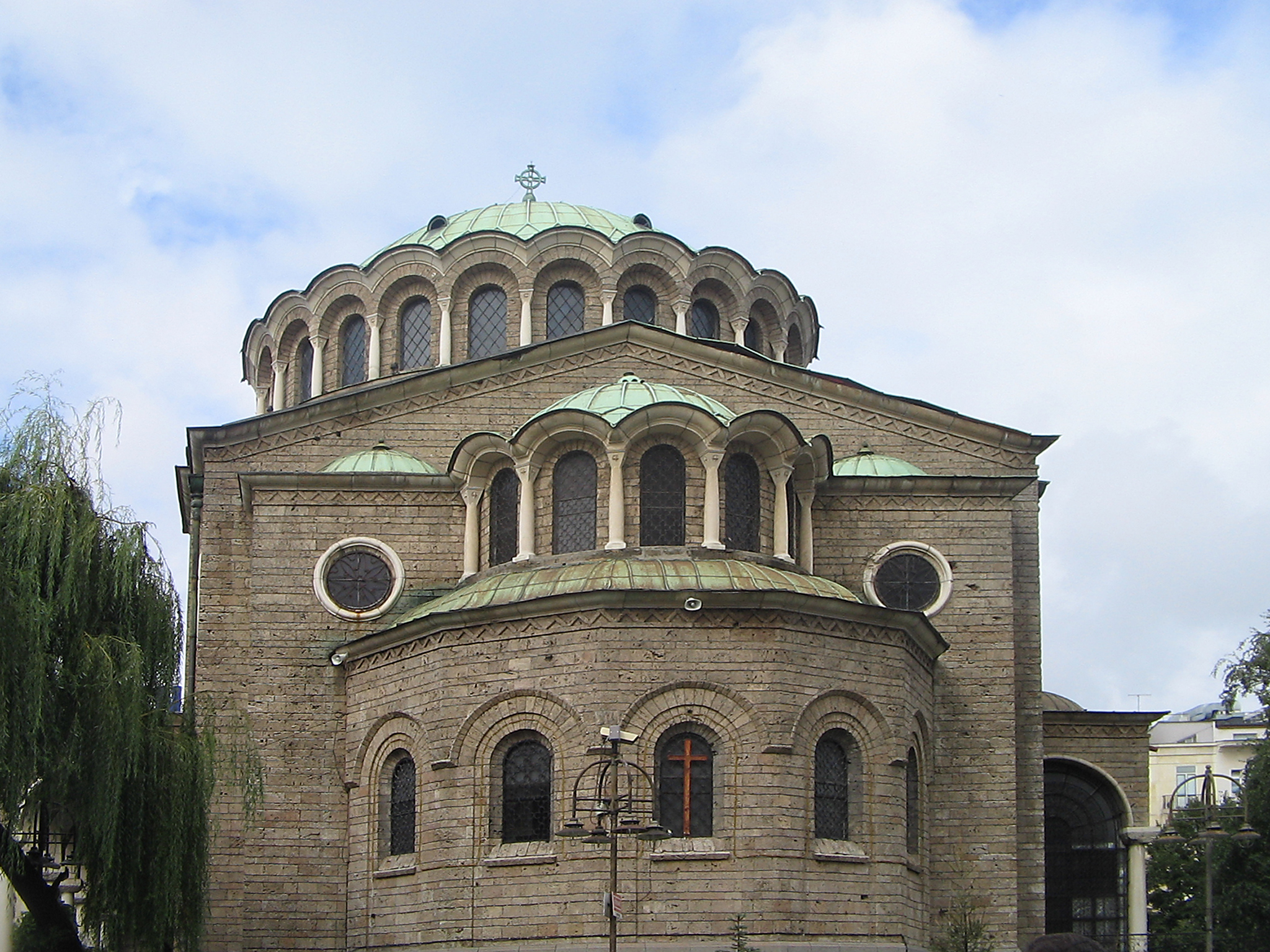
A Catedral de Sveta-Nedelya.

A Catedral de Sveta-Nedelya ou Santa Nedelya (Света-Неделя em búlgaro) localizada em Sófia, capital da Bulgária, é uma das catedrais da Igreja Ortodoxa Búlgara, e que se encontra sob a autoridade direta da diocese de Sófia.
Trata-se de um monumento iniciado possivelmente no século X (Santa Nedelya foi originalmente, por essa época, uma igreja  edificada com pedra e madeira), se trata de um templo que sofreu frequentes danos com o transcorrer dos séculos, tendo sido destruída em várias ocasiões para ser reconstruida posteriormente.